# Фёдоров, Пётр Рафаэльевич
Пётр Рафаэ́льевич Фёдоров (род. 6 марта 1953, Москва, СССР) — советский и российский журналист-международник, телеведущий, руководитель Русской службы «Euronews» (штаб-квартира во французском Лионе) в 2001—2009 годах. Ныне — глава Дирекции международных отношений ВГТРК.

## Биография
В 1977 году окончил факультет журналистики МГУ.
С 1979 по 1988 год работал в международном отделе главной редакции информации «Последние известия» — «Маяк» Гостелерадио СССР. Вёл первые прямые радиоэфиры программы «Панорама Маяка».
С 1988 по 1993 год — корреспондент Гостелерадио, а затем ВГТРК в Канберре (Австралия).
В 1993—1994 годах работал ведущим только что созданного телеканала НТВ — вёл субботние выпуски программы «Сегодня». Там же вёл авторскую программу «Искусство жить» в паре с Сергеем Фонтоном.
В 1994 году уволился с НТВ и вместе с компаньонами открыл продюсерский центр, который производил для телеканала «Останкино» передачи «Кто есть кто. XX век» и «Золотая серия». После смены владельцев телеканала прервал сотрудничество с РГТРК «Останкино».
В 1995—1996 годах вёл передачу «Финансы и рынки» на канале «Деловая Россия» (РТР).
С ноября 1996 по март 2000 года на телеканале «REN-TV» вёл передачу «Реноме» (затем «Клуб „Реноме“») — взгляд на Россию в репортажах иностранных корреспондентов. Программа была закрыта из-за позиции автора по урегулированию ситуации в Чечне.
С сентября 1997 по июль 1998 года также являлся главным редактором службы информации телекомпании «REN-TV».
В 2000 году был приглашён ведущим передачи «Панорама» на ВГТРК (РТР) — вёл данную программу в период с апреля по сентябрь 2000 года. Также некоторое время работал специальным корреспондентом информационной программы «Вести» на телеканале РТР. Делал программу «Обзор международных событий», транслировавшуюся на российские регионы.
В 2001—2009 годах руководил работой Русской службы «Euronews» (вещание на русском языке началось 12 сентября), исполняя функцию «шефа языка» и не являясь непосредственным начальником журналистов. Организовывал вещание Русской службы «Euronews» с первого дня её работы. Одновременно с руководством Русской службой писал комментарии в отделе «Аналитика», брал интервью у высших государственных лиц, включая Президента Российской Федерации Дмитрия Медведева (начало сентября 2008). Озвучивал за кадром рубрику «Perspectives», в которой показываются сюжеты разных европейских телеканалов.
В августе—сентябре 2008 года упоминаемость «Euronews» и лично Петра Фёдорова в России возросла в связи с темой освещения российскими и мировыми СМИ российско-грузинского вооружённого конфликта. Фёдоров дал интервью радиостанциям «Свобода» и «Эхо Москвы». В беседе с корреспондентом «Новой газеты» он, в частности, заявил:
«Недавно я слышал опрос на „Эхе“, где зрителей просили оценить, какое СМИ было наиболее объективным в освещении конфликта (ещё раз подчеркну — предпочитаю слово „беспристрастный“). „Евроньюс“ был лидером. И, если бы давление было, то, наверное, работа канала мало бы отличалась от работы российского ТВ. Если бы „Евроньюс“ поддавался давлению, то другие крупнейшие акционеры — французские, итальянские или испанские — точно так же просили бы нас занять пропарижскую, проримскую или промадридскую точки зрения».
С сентября 2009 года — директор Дирекции международных отношений ВГТРК, представляет ВГТРК в Наблюдательном совете «Euronews».
С апреля 2014 по май 2019 года вёл программу «Субъектив» на государственной радиостанции «Вести FM».

## Семья
Женат. Дочь, Анна Фёдорова, была ведущей программы «Prime Time Russia» на канале Russia Today, ныне — креативный продюсер образовательных проектов департамента по инновациям RT.

## Санкции
Включён Украиной в санкционный список за позицию по войне на Донбассе и аннексии Крыма.